# Maxophone

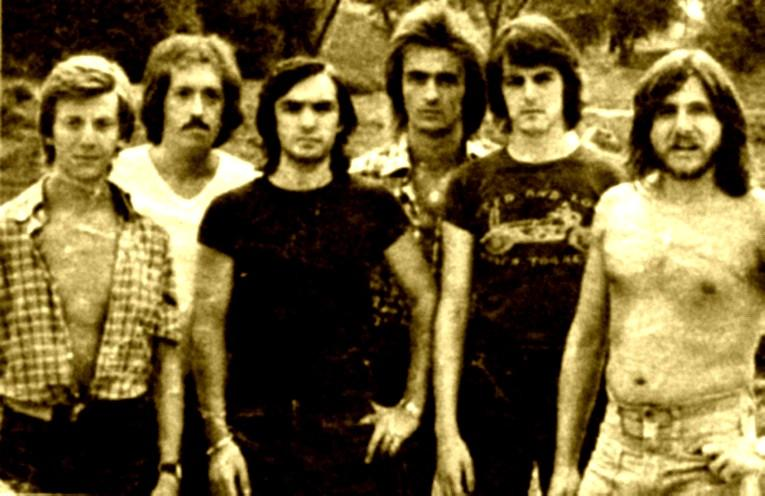
Banda italiana: Maxophone (1975)

Maxophone fue una banda italiana de rock progresivo formada en 1973 por Alberto Ravasini (flauta, bajo, guitarra, voz), Roberto Giuliani (guitarra, coros) y Sandro Lorenzetti (batería). Empezaron como trío, pero decidieron agrandar la formación con tres miembros más que venían del conservatorio: Sergio Lattuada (teclados, coros), Leonardo Schiavone (flauta, saxofón, coros) y Maurizio Bianchini (corno, trombón, coros).
La música de esta banda se encuadra dentro del rock progresivo sinfónico. A pesar de poseer un talento notable, el grupo estuvo activo hasta el año 1975 y en todo ese período de actividad sacó tan solo un álbum homónimo y una versión en inglés de dicho álbum.
El grupo se reunió recientemente y sacó un nuevo disco en 2017, titulado "La fábrica de nubes" (La fabbrica delle nuvole), basado en poemas del el escritor, periodista y poeta Roberto Roversi. Del grupo original permanecen Sergio Lattuada (piano, teclados y voz) y Alberto Ravasini (guitarras, teclados y voz). Se incorporan  Marco Croci (bajo y voz), Marco Tomasini (guitarra y voz), y  Carlo Monti (batería, percusión y violín).

## Integrantes
Fundadores
- Alberto Ravasini (flauta, bajo, guitarra, voz)
- Roberto Giuliani (guitarra, coros)
- Sandro Lorenzetti (batería)

Integrados posteriormente
- Sergio Lattuada (teclados, coros)
- Leonardo Schiavone (flauta, saxofón, coros)
- Maurizio Bianchini (corno, trombón, coros)
- Marco Croci (bajo y voz)
- Marco Tomasini (guitarra y voz)
- Carlo Monti (batería, percusión y violín)

## Discografía
- Maxophone (Produttori Associati)
- Maxophone (versión inglesa, Pausa/United Artists)
- La fabbrica delle nuvole 2017 [AMS Records]